# Шинкар Микола Ларіонович
Шинка́р Мико́ла Ларіо́нович (6 травня 1890 — †16 листопада, 1920) — член Української Центральної Ради, начальник штабу, командувач Київської військової округи, губернський комендант київської губернії.

## Життєпис
Походив з селянської родини із Подільської губернії.
За часів першої світової війни — штабс-капітан 11-го Фінляндського полку 7-ї російської армії. З 1917 перебував на службі в українському війську, сотник Армії УНР. У травні 1917 став учасником 1-го Всеукраїнського військового з'їзду. Обраний до Всеукраїнської ради військових депутатів, яка стала складовою частиною Української Центральної Ради. З листопада 1917 — начальник штабу Київської військової округи.13 грудня 1917 після відставки підполковника В.Павленка призначений командувачем Київської військової округи. У січні-лютому 1918 — головнокомандувач республіканських військ на антибільшовицькому фронті. 20 січня 1918 у наказі № 7 повідомив всім повітам і містам, всім гарнізонам і організаціям округи, що «розпочинає безпощадну боротьбу з анархією, з замахами на незалежність УНР» і закликав об'єднати всі сили. 23 січня на підставі наказу № 8, призначив С.Петлюру отаманом всіх українських гайдамацьких кошів Слобідської України, поставивши перед ним завдання визволити від радянських загонів Полтаву і захищати цей район та Слобожанщину. 30 січня подав військовому народному міністрові рапорт про відставку; викликано це було його незгодою з політичними заходами Військового міністерства на початку повстання в Києві, та у зв'язку з арештом українських есерів, Заступником отамана київської військової округи призначено Глібовського. З лютого 1918 перебував на Золотоніщині, де утримувалася українська влада силами Юрка Тютюнника.
З 22.4.1918 Шинкар був губернським комендантом Київщини (помічник — отаман Андрієнко).
За доби Гетьманату очолював на Звенигородщині повстанські загони, які виступали проти влади гетьмана Скоропадського. 30.11.1918 захопив Полтаву, де вчинив погром над гетьманською цивільною та військовою адміністрацією. У цьому погромі загинуло понад 100 старшин української армії на чолі з командувачем VI Полтавського корпусу генералом Олександром Слісаренком.
У 1919 р. Шинкар підняв повстання проти Директорії УНР на Полтавщині, але невдало, тому й попав під варту. Засуджений до страти, він втік з-під варти. Наприкінці 1919 — на початку 1920 — червоний комендант Умані, активний діяч Української комуністичної партії (боротьбистів). Брав участь у складі 60-ї стрілецької дивізії РСЧА у боях проти рейдуючих українських частин під час Першого Зимового походу. В листопаді 1920 р. загинув у боротьбі проти Дієвої Армії УНР на Уманщині- зарубаний вояками 2-го кінного полку ім. І. Мазепи. Належав до провідних членів лівої течії Української партії соціалістів-революціонерів (боротьбистів).